# Daniel Pflumm
 (juin 2020).
Daniel Pflumm (né en 1968 à Genève) est un artiste et musicien suisse qui vit et travaille à Berlin.

## Formation
- 1989 : Fine Arts at Columbia University New York City
- 1990-1996 : Etudes à la Hochschule der Künste Berlin (HdK)
- 1997 : BDI-lauréat

## Expositions personnelles
- 2008 Whitechapel Art Gallery, Londres
- 2007 Supportico Lopez 32, Naples
- 2006 Praz-Delavallade, Paris
- 2005 Galerie Greene Naftali, New York
- 2005 Selstam.com, GEM (Gemeentenmuseum) - Musée d'art contemporain, La Haye
- 2004 Palais de Tokyo, Paris
- 2004 Galerie Neu, Berlin
- 2002 Emily Tsingou, Londres
- 2001 Oslo Kunsthall, Oslo
- 2001 Galerie Greene Naftali, New York
- 2001 Emily Tsingou, Londres
- 2000 Kunstverein Frankfurt, Frankfurt am Main
- 2000 Galerie Kerstin Engholm, Viennes
- 1999 Galerie Greene Naftali, New York
- 1999 Galerie Neu, Berlin
- 1999 Galerie Nils Staerk, Copenhague
- 1998 A+J, Londres
- 1997 Künstlerhaus Stuttgart, Stuttgart
- 1996 Galerie Neu, Berlin

## Expositions collectives (sélection)
- 2008 Depositions (curateur : Maxwell Graham), avec Jay Heikes, Michael Riedel, Amanda Rosso-Ho, Kelley Walker, Galerie Francesca Pia, Zürich
- 2007 Ons Feestje Is Niet Leuk, Galerie Nouvelles Images, La Haye
- 2007 visit(e), Works from the Collection of contemporary Art, German Republik, Espace Culturel ING, Bruxelles
- 2007 Le Mythe du Cargo, Galerie Fernand Léger, Ivry-sur-Seine
- 2007 Reality Bites, Kemper Art Museum, Saint Louis
- 2006 Jubilee, Laura Mars Grp., Berlin
- 2006 FASTER! BIGGER! BETTER!, ZKM, Karlsruhe
- 2006 This is America, Centraal Museum Utrecht, Utrecht
- 2006 Anstoss Berlin - Kunst mach Welt, Haus am Waldsee, Berlin
- 2006 Start!, Grieder Contemporary, Küsnacht
- 2006 Surfaces Polyphoniques, CRAC, Sète
- 2006 Supportico Lopez 32 (curateur Gigiotto del Vecchio), Naples
- 2006 Constructing New Berlin, Phoenix Art Museum, Phoenix
- 2006 photo-trafic, Centre pour l'image contemporaine, Genève
- 2006 40jahrevideokunst.de - Die 60er, Kunsthalle Bremen, Brême
- 2006 40jahrevideokunst.de - Digitales Erbe, Kunstsammlung im Maison des États, Düsseldorf
- 2006 40jahrevideokunst.de - Revision.zkm, ZKM, Karlsruhe
- 2006 40jahrevideokunst.de - update 06, Lenbachhaus, Munich
- 2005 36 x 27 x 10, VOLKSPALAST, eine Ausstellung von White Cube (une exposition à partir du White Cube), Berlin
- 2005 starshipKünstlerhaus Stuttgart, Stuttgart
- 2005 Berliner Zimmer, Hamburger Bahnhof, Berlin
- 2005  SIGNES QUOTIDIENS, Centre Cultural Suisse, Paris
- 2005  Deep Action, Georg Kolbe Museum, Berlin
- 2003  In media res. Information, contre-information, commissariat : Master en métiers et arts de l'exposition, galerie art et essai, université Rennes-2, Rennes

## Publications
- Clewing, Ulrich: Die Explosion ds Schokoriegels, Zitty 5/2004
- Katalog: i-peg, Künstlerhaus Bethanien, Berlin, 2004
- Berlin-Kultur, Berliner Zeitung, 9.Juni 2004
- Catalogue: FLIRTS. Kunst und Werbung / Arte e pubblicità, publ. Museion, 2004
- Catalogue: Pflumm Private, publ. Palais de Tokyo, 2004
- Catalogue: Werke aus der Sammlung Boros, zkm Karlsruhe, Ostfilder-Ruit, Hatje Cantz Verlag, 2004
- post production, publ. Nicolas Bourriaud and Galleria Continua, 2003
- Catalogue: IN MEDIA RES, Presses universitaires de Rennes, 2003
- Woznicki, Krystian „Praktikant des Jahres“, in: Der Tagesspiegel, 26. Feb. 2003
- Catalogue: talking pieces, ed. Gerhard Finckh, Ute Riese und Michael Vignold, Museum Morsbroich,

Leverkusen, 2003